# Salacia obliquanoda
Salacia obliquanoda is een hydroïdpoliep uit de familie Sertulariidae. De poliep komt uit het geslacht Salacia. Salacia obliquanoda werd in 1914 voor het eerst wetenschappelijk beschreven door Mulder & Trebilcock. 